# Българи в Република Сръбска
Българите в Република Сръбска (на сръбски: Бугари у Републици Српској) са етническа група в Република Сръбска. Те нямат признат статут на национално малцинство. Според преброяването на населението през 2013 г. те са 37 души, или 0,003 % от населението на страната.

## История
След катастрофалното земетресение, което засегна Баня Лука през октомври 1969 г., една от страните, които се присъединяват към хуманитарната помощ е България. Много работници отиват в Баня Лука, за да участват в реконструкцията на града. Цяло основно училище бива изградено от средствата на правителството на България. Основното училище „Георги Стойков Раковски“, по-известно като Българското училище, което по-късно е символ на приятелството между България и Република Сръбска. Училището е построено с помощта на българския народ през 1972 г., като почит към хората от Баня Лука, загинали при катастрофалното земетресение.

### Война в Босна и Херцеговина
По време на войната в Босна и Херцеговина, редица българи се бият за армията на Република Сръбска. По-известни българи, загинали във войната са:
- Евгени Василев – доброволец от София, загинал на 10 септември 1995 г. в село Лозна, сръбска община Завидовичи. Посмъртно награден с медал „За заслуги към народа“.[4]
- Йордан Куцаров – доброволец от Стара Загора, загива на 28-годишна възраст при сражение в планинския масив Трескавица на 4 юли 1995 г.[5]